# Sprechende Laternen

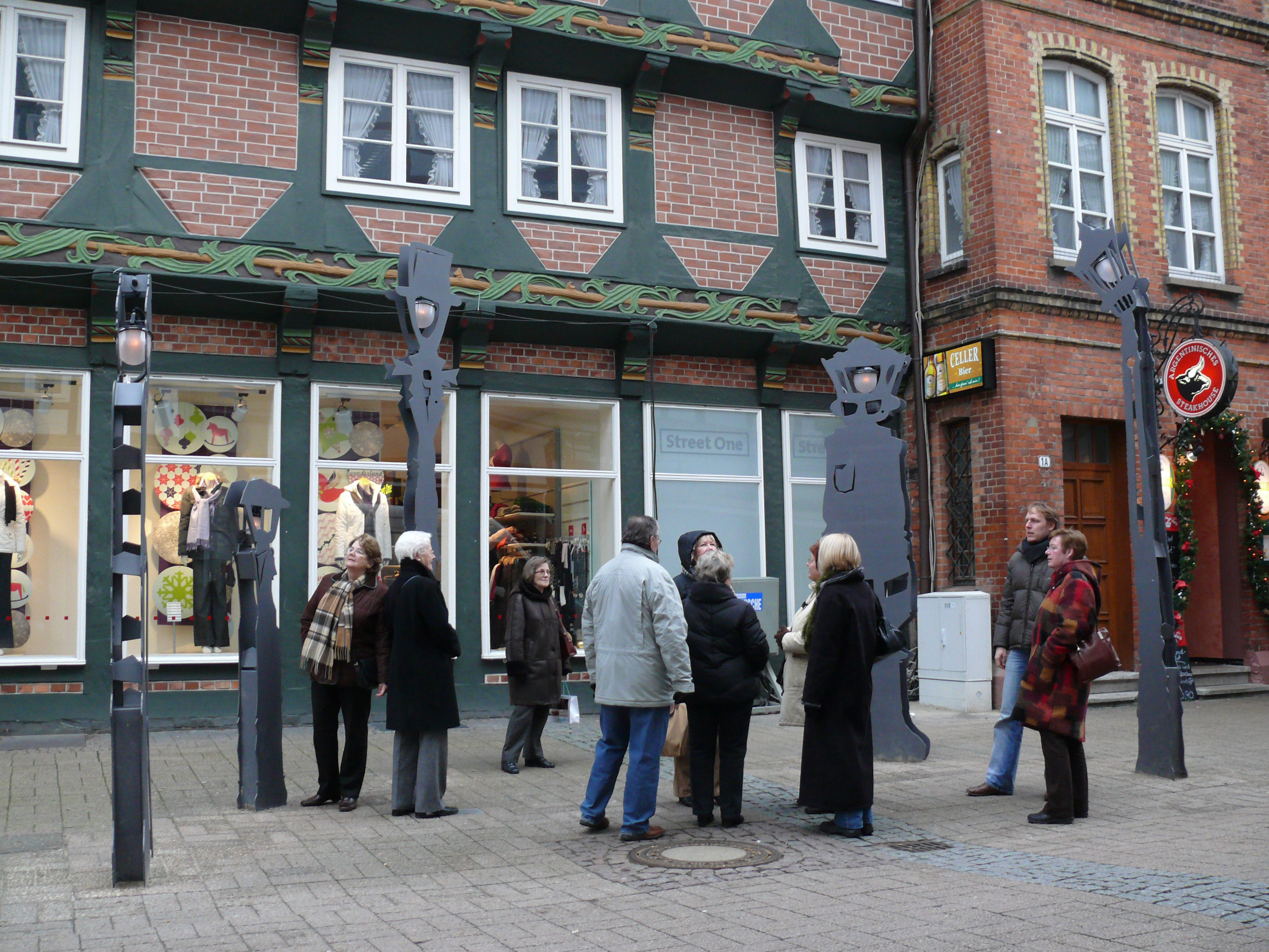
Die Sprechenden Laternen in der Altstadt von Celle mit Zuhörern

Die Sprechenden Laternen sind eine Gruppe von Lichtfiguren in der historischen Altstadt von Celle.
Fünf Laternen, die in ihrer Silhouette verschiedenen menschlichen Charaktertypen nachgebildet sind, bilden auf einer Grundfläche von 4 m × 8 m eine Laternenfamilie. Diese besteht aus der leicht gebeugten „Oma Lilo“, ihrem kleinen „Enkel Jonas“ und seinen drei Onkeln, der akkurat erscheinenden „Perfekten Laterne Herr Westphal“, dem schlaksigen „Langen Lulatsch Olli“ und der korpulenten „Dicken Laterne Gerlach“.
Ausgelöst durch Bewegungssensoren, fangen die Laternen an zu sprechen – entweder allein oder in Interaktion miteinander. Dabei werden gespeicherte Audiosequenzen angerufen, beispielsweise Fakten oder Anekdoten über die Celler Altstadt oder auch kurze, witzige Sprüche und Dialoge.

## Bekannte Stimmen

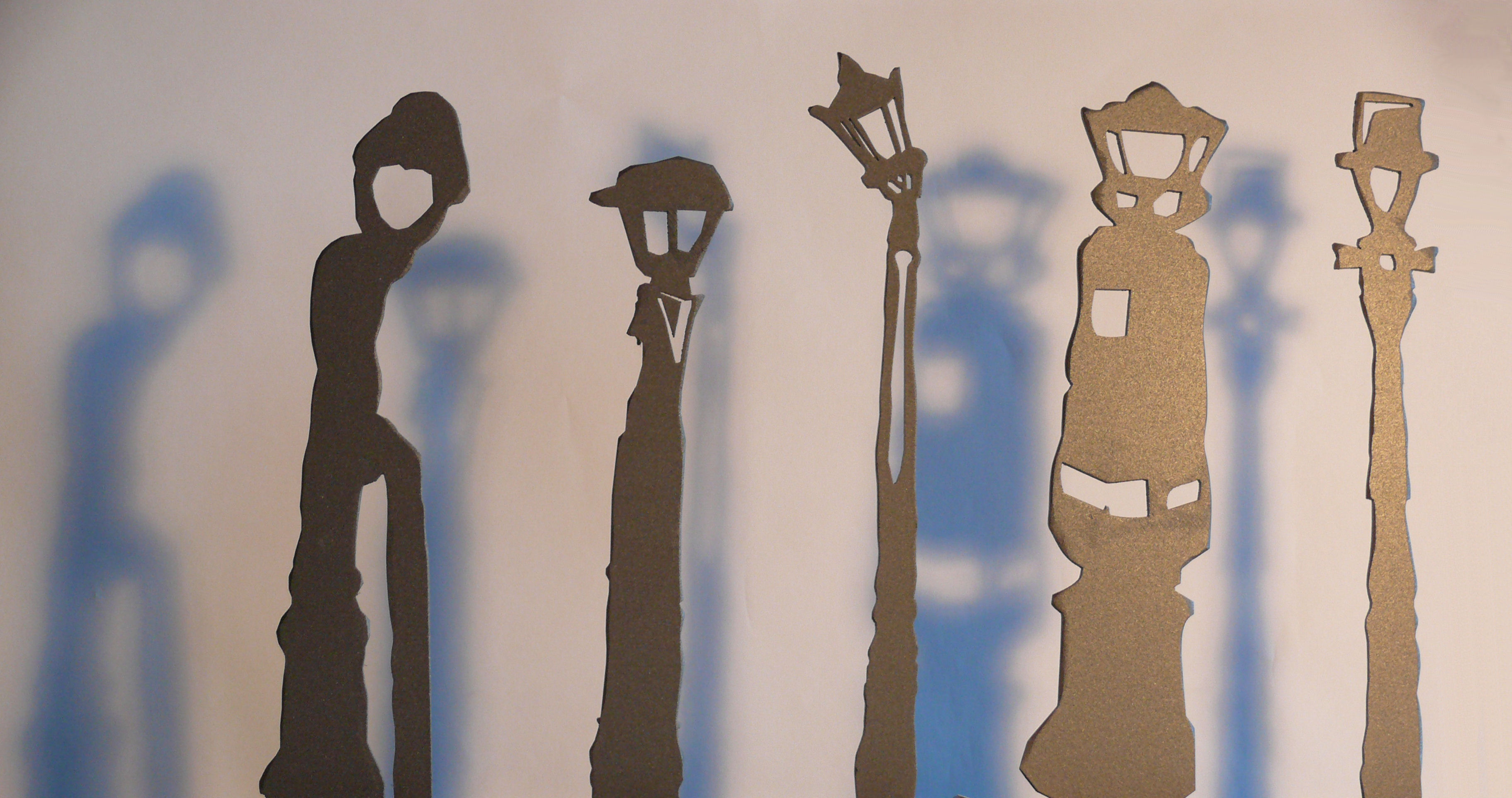
Die Sprechenden Laternen im Modell und ihre jeweiligen namentlichen Bedeutungen

Jede der Laternen hat eine zu ihrem äußeren Erscheinungsbild passende Stimme, die von realen Personen, Prominenten aus Rundfunk und Fernsehen mit Bezug zur Stadt Celle, gesprochen wird, wobei während des Sprechens die jeweilige (Kopf-)Lampe rhythmisch aufleuchtet.
Diese sind:
- Die Oma: gesprochen von Lilo Wanders alias Ernie Reinhardt, bekannt aus dem Hamburger Schmidt Theater sowie der TV-Sendung „Wa(h)re Liebe“
- Das Kind: gesprochen von Jonas Pache-Brunsch, ausgewählt bei einem Kinderstimmen-Casting
- Die Perfekte: gesprochen von Stefan Westphal, bekannt als Moderator und Autor bei NDR 2
- Die Dicke: gesprochen von Gerlach Fiedler, Synchronsprecher und Schauspieler, bekannt u. a. als Sprecher bei NDR 2 oder für „Die Drei Fragezeichen“ und als Synchronstimme des Krümelmonsters aus der „Sesamstraße“
- Der Lange Lulatsch: gesprochen von Oliver Vollmering, bekannt u. a. als Moderator bei Sat.1 und Hit-Radio Antenne Niedersachsen

## Funktionsweise
Die Sprachbeiträge starten, sobald sich jemand in die Mitte des Laternen-Ensembles stellt und dadurch Sensoren aktiviert. Die in einem benachbarten Geschäftshaus installierte Elektronik wählt per Zufall eine der gespeicherten Geschichten aus. Nach Ende einer Sequenz werden automatisch drei Minuten Pause eingebaut, bevor eine neue Sequenz aktiviert werden kann. Während tagsüber Kurzgeschichten erzählt werden, schaltet der Computer am Abend auf kurze Begrüßungen um. Den Passanten wird dann beispielsweise beim Vorbeigehen ein Gute-Nacht-Lied geträllert. Die „Sprechzeiten“ sind:
- Tagesprogramm 10:00–13:00 Uhr und 15:00–18:30 Uhr
- Mittagspause 13:00–15:00 Uhr (kein Betrieb)
- Abendprogramm 18:30–21:30 Uhr (eingeschränkt, nur Kurzsequenzen)
- Nachtpause 21:30–10:00 Uhr (kein Betrieb)

Neben den gespeicherten Sequenzen, die mit Sprechern vorab in einem Tonstudio aufgenommen wurden, gibt es auch die Möglichkeit, bei besonderen Anlässen zwei der Laternen „live“ sprechen zu lassen. Dazu versteckt sich einer der Sprecher in der Nähe und spricht über Funk aus dem Lautsprecher der Laterne. Hier ist auch ein Mikrofon integriert, sodass eine echte Unterhaltung zwischen Laterne und Passanten entstehen kann. Diese Funktion wurde erstmals im Rahmen der Weihnachtsmann-Meisterschaft 2008 ausgeführt, die am 29. November 2008 in der Celler Altstadt stattfand.
Als Kopf haben die Laternen einen dimmbaren Leuchtkörper, der während der Sprachwiedergabe flackert und den Effekt auch optisch unterstützt.

## Idee und Realisierung
Die Grundidee der Sprechenden Laternen stammt von den Hildesheimer Lichtdesignern Matthias Schiminski und Peter Schmitz, in deren Werkstatt die Laternen auch angefertigt wurden.
Anlässlich des 150. Jahrestages der erstmaligen Aufstellung von öffentlichen Gaslaternen in Celle im Jahr 2007 wurde diese Idee aufgegriffen und zusammen mit der Stadtverwaltung Celle und der Tourismus Region Celle GmbH (TRC) weiterentwickelt. Die äußere Grundform der Sprechenden Laternen mit einem Metallkorpus, dem rundum verglasten Leuchtkörper sowie dem typischen „Laternenhut“, orientiert sich an den im 19. Jahrhundert aufgestellten ersten Gaslaternen.
Standort der Sprechenden Laternen ist die Runde Straße / Ecke Poststraße, mitten in der historischen Fachwerk-Altstadt von Celle. Dieser bietet durch seine Lage an der Haupt-Fußgängerstraße einerseits eine gute Wahrnehmung durch die Öffentlichkeit, andererseits ist dieser Platz dennoch ruhig genug, so dass man die gesprochenen Sequenzen noch verstehen kann. Die historischen Fachwerkhäuser rund um die Laternen runden die Atmosphäre des Ortes ab.
Die Sprechenden Laternen wurden am 13. November 2008 offiziell eingeweiht. In der Finanzierung wurde das Projekt durch Sponsorengelder von Unternehmen aus der Region Celle unterstützt.
Gemeinsam mit anderen Maßnahmen und Installationen im öffentlichen Raum bilden die Sprechenden Laternen einen Teil des von der Stadtverwaltung Celle ins Leben gerufenen Lichtkonzepts „LICHTART Celle“.